# Sabellariidae
Sabellariidae zijn een familie van borstelwormen. De wetenschappelijke naam van de familie werd in 1865 gepubliceerd door Johnston.

## Geslachten
- Bathysabellaria Lechapt & Gruet, 1993
- Gesaia Kirtley, 1994
- Gunnarea Johannson, 1927
- Idanthyrsus Kinberg, 1866
- Lygdamis Kinberg, 1866
- Mariansabellaria Kirtley, 1994
- Neosabellaria Kirtley, 1994
- Paraidanthyrsus Kirtley, 1994
- Phalacrostemma Marenzeller, 1895
- Phragmatopoma Mörch, 1863
- Sabellaria Lamarck, 1818
- Tetreres Caullery, 1913